# Ralph Pratt
Ralph Pratt (ur. 17 marca 1910 w Portage, zm. 15 grudnia 1981 w Fayetteville) – amerykański kierowca wyścigowy.

## Życiorys
W 1939 roku rozpoczął rywalizację w mistrzostwach IMCA Sprint Car Championship. W 1940 roku zdobył mistrzostwo Kansas City. Był czynnym żołnierzem podczas II wojny światowej. Po zakończeniu wojny kontynuował karierę wyścigową, rywalizując przeważnie w wyścigach midgetów. W latach 1946–1947 był mistrzem Fort Miami, w 1947 roku zdobył mistrzostwo Great Lakes Auto Racing Association, w sezonach 1948–1949 był mistrzem AAA stanów Ohio/Michigan, a w 1949 roku wygrał zawody w Chicago Amphitheatre. Ogółem w latach 1946–1949 wygrał 142 wyścigi midgetów.
W latach 1949–1950 ścigał się w serii AAA National Championship. W debiutanckim sezonie wystartował w pięciu wyścigach w zespole Belanger Motors, najlepiej finiszując na torze Michigan State Fairgrounds Speedway – na czwartym miejscu. Sezon 1949 Pratt ukończył na 17. miejscu w klasyfikacji serii. W 1950 roku sklasyfikowano go na 51. pozycji. Ponadto trzykrotnie podejmował nieudaną próbę kwalifikacji do Indianapolis 500.
Po zakończeniu kariery wyścigowej pracował w firmie produkującej broń palną. Został wcielony do National Midget Auto Racing Hall of Fame.

## Wyniki
| Legenda oznaczeń w tabelach wyników Wyświetl szablon na nowej stronie | Legenda oznaczeń w tabelach wyników Wyświetl szablon na nowej stronie                                                                     |
| Oznaczenie                                                            | Wyjaśnienie |
| --------------------------------------------------------------------- | --- |
| Złoty                                                                 | Zwycięzca lub mistrzostwo |
| Srebrny                                                               | 2. miejsce lub wicemistrzostwo |
| Brązowy                                                               | 3. miejsce lub II wicemistrzostwo |
| Zielony                                                               | Ukończył, punktował (w klasyfikacji generalnej, gdy zdobył co najmniej jeden punkt na przestrzeni sezonu, poza trzema powyższymi opcjami) |
| Niebieski                                                             | Ukończył, nie punktował (w klasyfikacji generalnej, gdy nie zdobył co najmniej jednego punktu na przestrzeni sezonu)                      |
| Czerwony                                                              | Nie zakwalifikował się (NZ) |
| Czerwony                                                              | Nie prekwalifikował się (NPK) |
| Różowy                                                                | Nie ukończył (NU) |
| Różowy                                                                | Niesklasyfikowany (NS) (w klasyfikacji generalnej, gdy nie został sklasyfikowany w żadnym wyścigu sezonu)                                 |
| Czarny                                                                | Zdyskwalifikowany (DK) |
| Czarny                                                                | Wykluczony (WYK/EX) |
| Biały                                                                 | Nie wystartował (NW) |
| Biały                                                                 | Kontuzjowany (K/INJ) |
| Biały                                                                 | Wyścig odwołany (OD/C) |
| Bez koloru                                                            | Został wycofany (WYC/WD) |
| Bez koloru                                                            | Nie przybył (NP/DNA) |
| Bez koloru                                                            | Nie brał udziału w treningach (NT/DNP) |
| Bez koloru                                                            | Nie został zgłoszony (–) |
| Pogrubienie                                                           | Start z pole position |
| Kursywa                                                               | Najszybsze okrążenie wyścigu |
| †                                                                     | Nie ukończył, ale jego rezultat został zaliczony ze względu na przejechanie więcej niż 90% dystansu wyścigu.                              |
| *                                                                     | Sezon w trakcie |
| 1/2/3                                                                 | Punktowana pozycja w sprincie kwalifikacyjnym                                                                                             |
| Lista systemów punktacji Formuły 1                                    | |

### Indianapolis 500
| Rok  | Nadwozie | Silnik      | Start | Wynik | Okr. | Uwagi |
| ---- | -------- | ----------- | ----- | ----- | ---- | ----- |
| 1948 | Gdula    | Offenhauser | NZ    |       |      |       |
| 1949 | Belanger | Offenhauser | NZ    |       |      |       |
| 1950 | Bardazon | Offenhauser | NZ    |       |      |       |
| 1950 | Gdula    | Offenhauser | NZ    |       |      |       |

### Formuła 1
W latach 1950–1960 wyścig Indianapolis 500 był eliminacją Mistrzostw Świata Formuły 1.
| Rok  | Zespół            | Samochód | Silnik         | Wyniki w poszczególnych eliminacjach | Wyniki w poszczególnych eliminacjach | Wyniki w poszczególnych eliminacjach | Wyniki w poszczególnych eliminacjach | Wyniki w poszczególnych eliminacjach | Wyniki w poszczególnych eliminacjach | Wyniki w poszczególnych eliminacjach | Pkt. | Msc. |
| ---- | ----------------- | -------- | -------------- | ------------------------------------ | ------------------------------------ | ------------------------------------ | ------------------------------------ | ------------------------------------ | ------------------------------------ | ------------------------------------ | ---- | ---- |
| 1950 |                   |          |                | Wielka Brytania                      | Monako                               | Stany Zjednoczone                    | Szwajcaria                           | Belgia                               | Francja                              | Włochy                               | 0    | NS   |
| 1950 | Lutes Truck Parts | Bardazon | Offenhauser R4 | -                                    | -                                    | NZ                                   | -                                    | -                                    | -                                    | -                                    | 0    | NS   |
| 1950 | Ed Gdula          | Gdula    | Offenhauser R4 | -                                    | -                                    | NZ                                   | -                                    | -                                    | -                                    | -                                    | 0    | NS   |